# Кумтиым
Кумтуин (каз. Құмтүйін — село в Сауранском районе Туркестанской области Казахстана. Входит в состав Карашикского сельского округа. Код КАТО — 512645400.

## Население
В 1999 году население села составляло 1269 человек (651 мужчина и 618 женщин). По данным переписи 2009 года, в селе проживало 1038 человек (532 мужчины и 506 женщин).